# 高城郡 (江原道 1919年)
高城郡（コソンぐん/こうじょうぐん）は、朝鮮半島の中東部の沿海部にある郡である。歴史的には江原道に属した。現在は朝鮮半島を横断する軍事境界線の最東部で、大韓民国江原特別自治道と朝鮮民主主義人民共和国江原道の双方に同名の行政区域がある。

## 地理

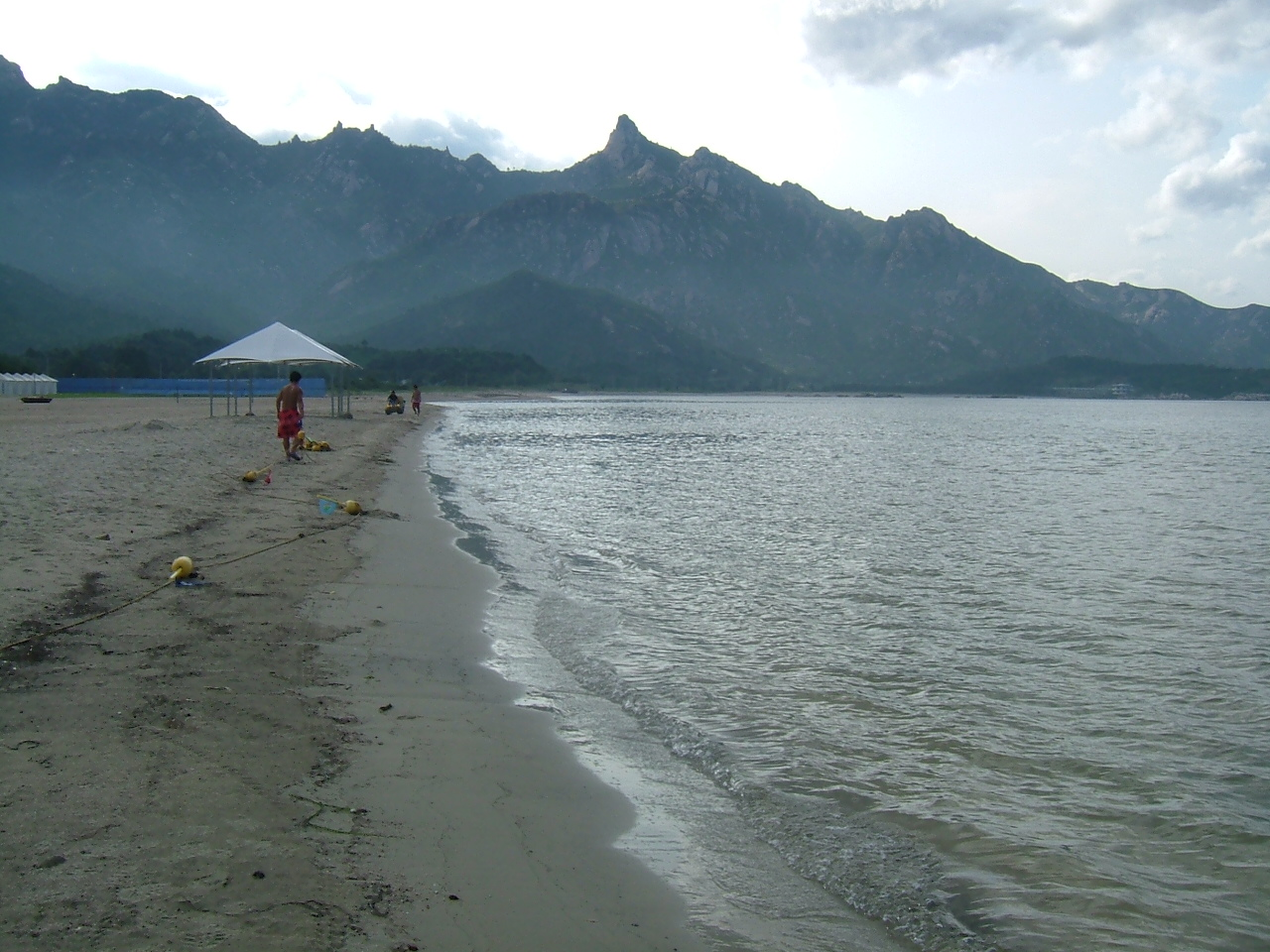
北側の長箭湾（高城湾）にある金剛山海水浴場

日本海沿岸に存在し、郡の西には1000mを越える太白山脈の急峻な山々が南北に連なっている。わけても北部（北朝鮮側）の山塊・金剛山（1638m）は有名であり、郡内には外金剛・内金剛・海金剛と呼ばれる朝鮮屈指の景勝地がある。南部（韓国側）には香炉峰（1296m）がある。
金剛山から東に流れる新渓川と、香炉峰から北に流れる南江が合流する沖積平野に、かつての郡の中心地・（旧）高城邑があった。また、郡南部には南江が杆城の平野を形作っている。また、三日浦（北朝鮮側）・花津浦・松浦（以上韓国側）などの潟湖が見られる。
この周辺では韓国側が軍事境界線を北に押し上げる形になっており、大韓民国統治領域の最北端となっている。

## 歴史
古代には濊・高句麗の領域であった。統一新羅時代以来、北に高城・南に杆城（守城）の2つの地方官が置かれており、おおむね韓国政府統治範囲の居住区域が杆城郡、北朝鮮政府統治範囲が高城郡であった。1914年の郡の統廃合によって一つの行政単位となった。
植民地時代に金剛山の観光開発が進められ、これに伴って山麓の温井里の温泉開発や東海北部線の建設が行われた。また、近海が「朝鮮三大漁場」の一つとされて大規模なイワシ漁が行われていた。天然の良港・長箭湾を擁する長箭は19世紀にロシアの捕鯨業者の進出により捕鯨基地となり、同時に日本人漁民も移り住んできた。以後水産業・水産加工業の拠点として、また金剛山観光の拠点として発展、郡内でいち早く邑に昇格した。
日本が敗戦を迎えると、38度線以北にあったこの郡は全域が北側の統治体制の下に置かれた。

### 年表
- 統一新羅時代 - 溟州に属す。高城郡・守城郡。
- 995年 - 朔方道に編入される（高麗の十道制）。高城郡・守城郡。
- 1018年 - 東界に所属する（高麗の五道両界制）。高城県・杆城県。
- 朝鮮王朝時代 - 江原道に所属する。高城郡・杆城郡。
- 1895年旧暦閏5月1日 - 江陵府高城郡・杆城郡（二十三府制）。[1]
- 1896年8月4日 - 再び江原道高城郡・杆城郡となる。[2]
- 1914年4月1日 - 郡面併合により、高城郡が杆城郡に編入。杆城郡に以下の面が成立。[3]（9面）
  - 郡内面・梧垈面・県内面・竹旺面・土城面・高城面・西面・新北面・水洞面
- 1919年5月15日 - 杆城郡が高城郡に改称。[4]（7面）
  - 郡内面が杆城面に改称。
  - 竹旺面・土城面を襄陽郡に移管。
- 1935年 - 梧垈面が巨津面に改称。（7面）
- 1937年 - 新北面の一部（長箭里・城北里）を長箭邑として分離。（1邑7面）
- 1939年 - 新北面が外金剛面に改称。（1邑7面）
- 1941年10月1日 - 高城面が高城邑に昇格。[5]（2邑6面）
- 1945年9月2日 - ソ連軍管理下に置かれる。

### 下位行政区画
1945年8月15日の時点では、以下の2邑6面が置かれていた。
- 高城邑・長箭邑
- 杆城面・巨津面・水洞面・外金剛面・西面・県内面